# Anton Perschl
Anton Perschl (* 18. Januar 1908 in Streifing, Niederösterreich; † 10. Juni 1978 in Nonnenhorn) war Rapportführer im KZ-Außenlager St. Aegyd am Neuwalde. Hinter Willi Auerswald war er der ranghöchste vor dem Volksgericht Wien wegen im Lager verübter Verbrechen Angeklagte. Perschl wurde zu sieben Monaten Haft verurteilt. Das Urteil wurde in einem späteren Verfahren revidiert.

## Lagersituation
Perschl beantragte am 3. Juni 1938 die Aufnahme in die NSDAP und wurde rückwirkend zum 1. Mai desselben Jahres aufgenommen (Mitgliedsnummer 6.151.296). Er war Berufskraftfahrer und nahm in den ersten Kriegsjahren des Zweiten Weltkrieges am deutschen Angriff im Westen teil. Für seinen Einsatz beim deutschen Angriff auf die Sowjetunion erhielt er die Ostmedaille. Er war zu dieser Zeit SS-Sturmmann, später wurde er SS-Rottenführer. Im September 1944 kam Perschl zur Wachmannschaft des KZ-Außenlagers Aegyd in Niederösterreich. Nach vier Wochen stieg er zum Rapportführer auf. In den Weihnachtstagen des Jahres 1944 starb auf ungeklärte Weise der deutsche Kapo Vinzenz Cellbrodt. Perschl wurde von den Häftlingen des Lagers beschuldigt, für dessen Tod aber auch für andere Morde verantwortlich zu sein. Der Rapportführer galt als brutal gegenüber Gefangenen. Er soll speziell ausländische Häftlinge mit bloßer Hand oder Stöcken geschlagen haben.

## Prozess
Perschl wurde 1952 vor dem Volksgericht Wien des Mordes an Kapo Vinzenz C. und der Brutalität gegenüber Gefangenen angeklagt. Er sagte im Laufe des Verfahrens aus, dass er durch sein in den Augen der Mithäftlinge brutales Verhalten dem Betroffenen den drohenden Rücktransport in das Stammlager Mauthausen habe ersparen wollen. Nach Perschls Aussage habe es sich lediglich um harmlose Züchtigungen gehandelt. Eine Überprüfung ergab, dass Perschls Verhalten die Verlagerung lediglich verzögerte. Die Häftlinge wurden von ihm oft so schwer verletzt, dass sie nach der Einlieferung ins Lazarett als arbeitsunfähig Mauthausen überstellt wurden. Im Prozessverlauf ergab sich eine Auffälligkeit. Die Zeugen waren bereits vor Verhandlungsbeginn von der Polizei vernommen worden und hatten ihre Aussagen zu Protokoll gegeben. Im Verlauf der Hauptversammlung relativierten sie oder änderten sie diese wesentlich ab. So sagte der frühere Lagerschreiber Alois Kubicek vor der Verhandlung aus, dass Perschl „grob und brutal“ war. Sein Verhalten sei so gewesen, wie es sich „von einem biederen SS-Mann gehörte.“ Im Hauptprozess änderte er seine Aussage in „Wenn man so lange im KZ Mauthausen und Dachau war wie ich, dann weiß man, dass der Angeklagte gegenüber von Anderen noch ein Engel war“ ab. Noch deutlicher fiel die Änderung bei der Aussage von Ludwig Kosczwara aus. Aus „Den polnischen Häftlingen insbesondere, wie auch den ausländischen Internierten gegenüber verhielt Perschl sich brutal. Er schlug sie wegen Geringfügigkeiten mit Ochsenziemer oder was ihm sonst gerade in die Hände kam“ wurde „Wenn sich jemand schlecht benommen hat, so war dies der Lagerführer. Dieser wollte mich einmal auch in den elektrisch geladenen Umzäunungsdraht jagen und der Angeklagte hat mich davor gewarnt“.
Im Jahre 1952 verurteilte ihn das Gericht zu einer siebenmonatigen schweren Kerkerhaft. Die verhängte Haftstrafe war bereits mit der Untersuchungshaft abgegolten.
Der Prozess bezüglich der Ermordung des Kapos endete mit einem Freispruch, da die Leiche von Vinzenz C. nicht gefunden werden konnte. Die Haftstrafe von sieben Monaten resultierte aus der Misshandlung von Gefangenen, die ihm nachgewiesen werden konnte. Außerdem hatte er sich weder als NSDAP-, noch als SS-Mitglied registriert. Die geringe Haftzeit begründete das Gericht damit, dass im KZ-Außenlager St. Aegyd zum überwiegenden Teil Gewohnheitsverbrecher inhaftiert waren und Perschl zu dieser großen Brutalität gezwungen worden sei.
Am 10. Oktober 1957 stimmte das Gericht einem Antrag auf Tilgung des Verfahrens sowie auf dem Nachlass der Kosten des Strafverfahrens zu. In der Urteilsbegründung wurde dem Volksgericht grobe Fehleinschätzung, teilweise bewusste Fehlinterpretation vorgeworfen.